# Ынтымак (Ордабасинский район)
Ынтымак (каз. Ынтымақ, до 1999 г. — Казарма) — село в Ордабасинском районе Туркестанской области Казахстана. Входит в состав Карааспанского сельского округа. Код КАТО — 514643480.

## Население
В 1999 году население села составляло 176 человек (93 мужчины и 83 женщины). По данным переписи 2009 года, в селе проживали 153 человека (79 мужчин и 74 женщины).